# Lidio Andrés Feliz
Lidio Andrés Feliz (Barahona (República Dominicana), 26 de junio de 1997) es un atleta olímpico de República Dominicana que consiguió la medalla de plata en la prueba de 4x400 metros mixtos en pista durante Juegos Olímpicos de Tokio 2020 junto a Alexander Ogando, Marileidy Paulino y Anabel Medina Ventura.

## Palmarés internacional
| Juegos Olímpicos | Juegos Olímpicos | Juegos Olímpicos | Juegos Olímpicos    |
| Año              | Lugar            | Medalla          | Prueba              |
| ---------------- | ---------------- | ---------------- | ------------------- |
| 2021             | Tokio ( Japón)   | Medalla de plata | 4x400 metros mixtos |